# عمره، قنا

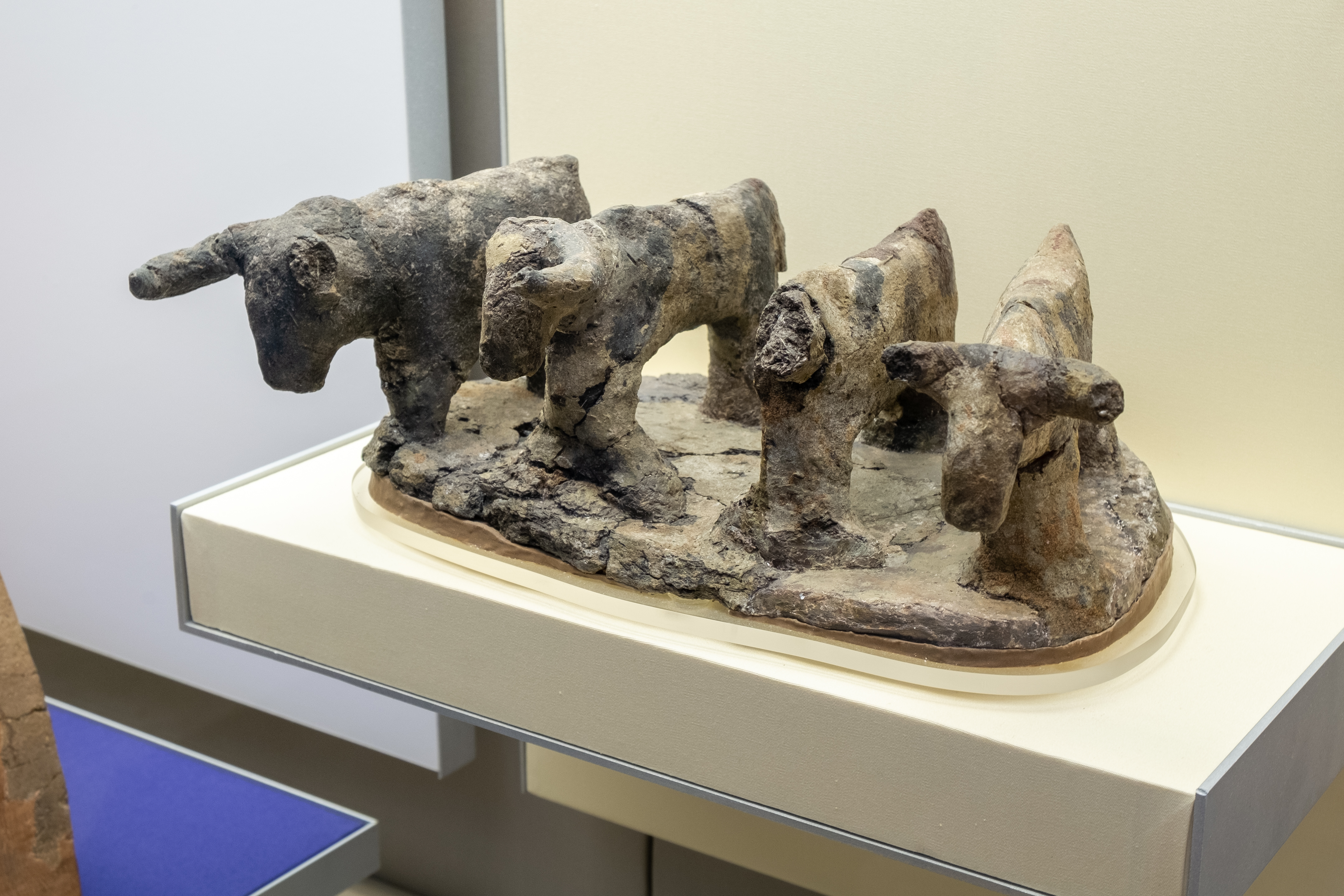
موزه لندن

عمره (به عربی: العمرة)، روستایی از توابع شهرستان ابو تشت در استان قنا و کشور مصر است.

## جمعیت
براساس سرشماری سال ۲۰۰۶ مصر، جمعیت آن ۱۲۰۹۳ نفر(۵۷۲۷ مرد و ۶۳۶۶ زن) بوده‌است.